# Magyar Kurír (1786–1834)
Az első Magyar Kurír (valójában Magyar Kurir) a Magyar Hírmondó után (1780-1788; 1792-1803) a második magyar nyelvű újság volt, és egyben az első Bécsben megjelent magyar nyelvű lap, amely 1786-tól 1834-ig létezett. Ez a korszak leghosszabb életű magyar nyelven szerkesztett újságja.

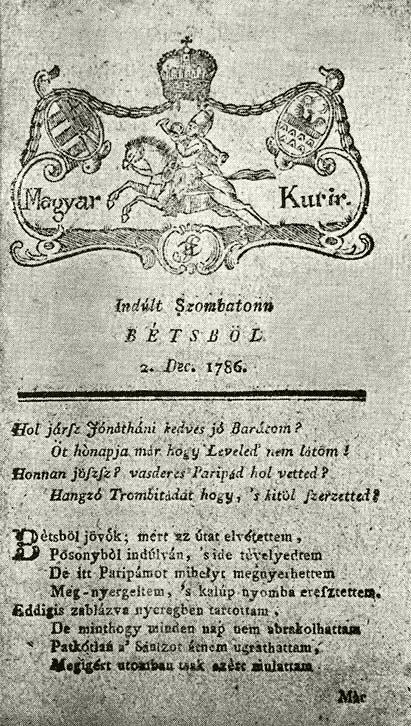
Magyar Kurir (1786. december 2.)

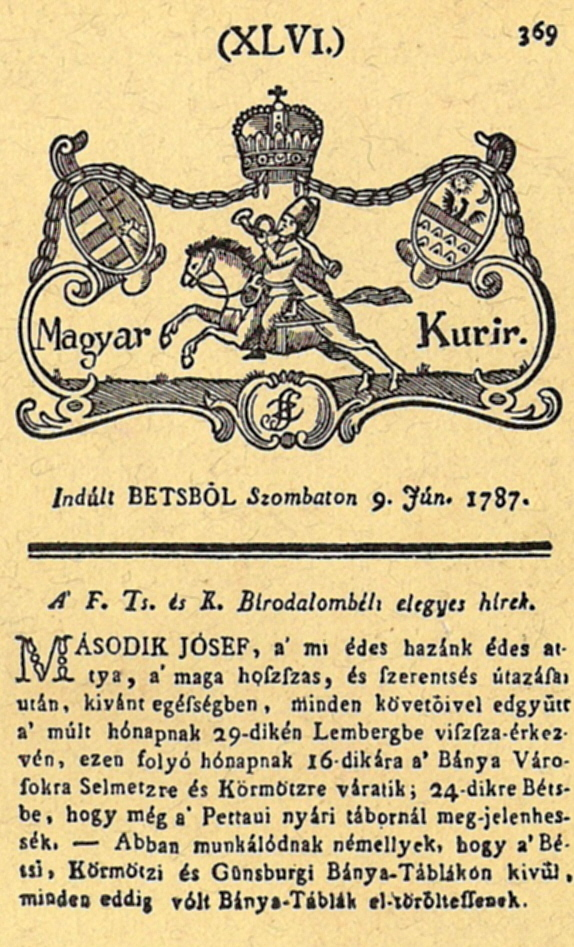
Magyar Kurir (1787. június 9.)

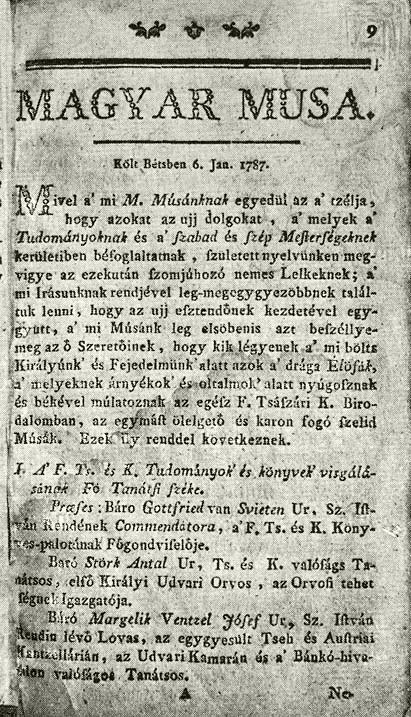
Magyar Musa (1787. január 6.)

### Előzmények
II. József magyarországi uralkodása idején (1780-1790) Pozsonyban, a magyarországi magyar nyelvű újságírás székhelyén (1788-tól Pestre került át) az újságíró-szerkesztők és a nyomdász-kiadók között többször is feszült viszony alakult ki. Ennek oka volt, hogy az újságírók, akik alkalmazottai voltak a nyomdászoknak, többször panaszkodtak a haszon aránytalan elosztása miatt, kevesellték az újságok bevételéből részükre juttatott honoráriumot. Emiatt többször tettek kísérletet az önállósulásra, ám annak ellenére, hogy az uralkodó eltörölte a kiadói privilégiumokat (sajtómonopóliumot), a pozsonyi nyomdász-kiadóknak ezután is sikerült megőrizniük a Mária Teréziától nyert kizárólagos újságkiadási jogaikat az ország egész területén.
Tállyai Dániel, – aki a Pressburger Zeitung (1764-1929) újság szerkesztője volt 1783 és 1786 között, és kiadója volt a szlovák Presspurské Noviny újságnak – 1786-ban elérkezettnek látta az időt arra, hogy függetlenítse magát a nyomdászoktól és saját, nagyszabású újságvállalatot hozzon létre. 1786 közepén Szacsvay Sándorral – aki 1781-82-ben Pozsonyban Rát Mátyás mellett dolgozott az első magyar nyelvű újságnál, a Magyar Hírmondónál, és amelynek 1784-től 1786-ig szerkesztője is volt – egész újságkiadó-hivatal tervét dolgozták ki, amelynek keretében egy új magyar és egy német nyelvű újságot akartak megjelentetni. 1786 második félévére közösen közzé is tettek előfizetési felhívást két új lapra: Magyar Kurir néven egy magyar nyelvű, és Pressburger Merkur címmel egy német nyelvű újságra. Lapvállalatuk harmadik tagja a Tállyai által ekkor még mindig szerkesztett szlovák nyelvű Presspurské Noviny lett volna.
A pozsonyi nyomdászok ennek a tervnek megvalósulását igyekeztek meggátolni: a hatóságokat elárasztották beadványaikkal, amelyekben a Mária Teréziától nyert privilégiumaik megvédését kérték. Tállyaiék viszont arra hivatkoztak, hogy II. József megszüntette az újságmonopóliumokat. Tállyai nem várta meg a bizonytalankodó Helytartótanács döntését, és a tervezett időpontban, július 1-jén engedély nélkül is kinyomtatta és szétküldte a Magyar Kurir és a Pressburger Merkur első számát. Ez a lépés a kiadók javára döntötte el a kérdést. A pozsonyi magisztrátus az engedély nélküli újságkiadás megtorlásaként – mivel Tállyait nemessége védte – a nyomdászt két napra börtönbe záratta. Tállyai újabb beadványokat írt, de kérését a Kancellária december 30-án végleg elutasította. Ebben az is szerepet játszhatott, hogy Tállyai a pozsonyi újságírók közül a leggyakrabban vétett a cenzúra ellen.

### Magyar Kurir (1786-1834)
Mivel Bécsben nem volt érvényes a Magyarország területére szóló kizárólagos újságkiadási jog, ezért Szacsvay a pozsonyi közös újságvállalat tervének meghiúsulása után oda utazott. Szacsvay már a Magyar Hírmondóban is a jozefinista irányzatot képviselte, ezért politikai lap kiadási kérelmét a Kancellária elfogadta. Az új lapot II. József is pártfogásába vette, hogy azon keresztül terveit népszerűsíthesse, és egyben az egyház befolyását is ellensúlyozhassa. 1786. december 2-án Szacsvay Sándor kiadta Bécsben a Magyar Kurir második számát, így ez lett az első magyar nyelvű lap, amely Bécsben is megjelent. Az újság hetente kétszer jelent meg folyamatosan. Aktuális események rendszeres híradása volt elsődleges célja. 1787 elejétől kezdve mellékleteként jelent meg a Magyar Múzsa (Magyar Musa), amelynek fő feladat az volt, hogy az újságból kivonja az irodalmi és tudományos írásokat.
A lap indításakor Szacsvay csak arra nyert engedélyt, hogy rendeleteket, főként egyházügyieket tegyen közzé lapjában, magyar nyelven. A szerkesztő a működési engedély feltételeit figyelmen kívül hagyva vegyesen közölte a világi és egyházi híreket. Jellemző volt - ami a második Magyar Kurír alappillére is -, hogy nem tett határvonalat a két téma közé. Szacsvay a lapban nem csak a világi, de az egyházi személyeket is élesen bírálta, vallás- és egyház ellenes cikkeket írt, emiatt több ízben hivatalosan is elmarasztalták. Végül 1792 végén Szacsvayt a bécsi kancellária menesztette a Magyar Kurirtól és 1793-ban Decsy Sámuelt nevezte ki szerkesztőnek, aki haláláig vitte a lapot. Szerkesztőtársa, majd utódja Pánczél Dániel volt.
Szacsvay érdeme volt, hogy meghonosodott a magyar újságírásban a politikai publicisztika és szatíra, valamint a glossza és más cikkformák. A Magyar Kurir népszerűsége és színvonala Szacsvay Sándor után folyamatosan csökkent. Utódai már elhagyták ezt a bíráló, éles hangvételt, de a lap működését a cenzúra így is akadályozta. 1798-ban magába olvasztotta a Bétsi Magyar Merkuriust. A lap 1834-ig működött, ezzel a korszak leghosszabb életű magyar újságjává vált.